# Gran Premio motociclistico d'Italia 1993
Il Gran Premio motociclistico d'Italia 1993 fu il dodicesimo appuntamento del motomondiale 1993.
Si svolse il 5 settembre 1993 al circuito Internazionale Santamonica di Misano Adriatico e vide la vittoria di Luca Cadalora nella classe 500, di Jean-Philippe Ruggia nella classe 250 e di Dirk Raudies nella classe 125.
La gara della classe 500 è ricordata per il gravissimo incidente subito da Wayne Rainey: il detentore del titolo, che in quel momento era in testa al campionato, cadde al decimo giro all'uscita dal curvone Misano, riportando una frattura alla spina dorsale e la conseguente paralisi delle gambe, ponendo inevitabilmente fine alla sua carriera agonistica. 
Il forzato ritiro dello statunitense chiuse definitivamente la lotta per il mondiale con il connazionale Kevin Schwantz: il texano, nuovo leader della classifica al termine della gara, poteva essere raggiunto solamente da Rainey, di conseguenza conquistò matematicamente il suo primo e unico titolo nel Motomondiale.

## Classe 500

### Arrivati al traguardo
| Pos. | Nº | Pilota            | Squadra                 | Motocicletta  | Giri | Tempo     | Griglia | Punti |
| ---- | -- | ----------------- | ----------------------- | ------------- | ---- | --------- | ------- | ----- |
| 1º   | 7  | Luca Cadalora     | Marlboro Team Roberts   | Yamaha        | 29   | 45:59.165 | 1       | 25    |
| 2º   | 2  | Mick Doohan       | Rothmans Honda          | Honda         | 29   | +0.358    | 5       | 20    |
| 3º   | 34 | Kevin Schwantz    | Lucky Strike Suzuki     | Suzuki        | 29   | +8.016    | 4       | 16    |
| 4º   | 3  | John Kocinski     | Cagiva Team Agostini    | Cagiva        | 29   | +16.299   | 3       | 13    |
| 5º   | 9  | Alex Barros       | Lucky Strike Suzuki     | Suzuki        | 29   | +42.135   | 6       | 11    |
| 6º   | 8  | Àlex Crivillé     | Marlboro Honda Pons     | Honda         | 29   | +42.422   | 8       | 10    |
| 7º   | 4  | Daryl Beattie     | Rothmans Honda          | Honda         | 29   | +42.500   | 7       | 9     |
| 8º   | 6  | Shin'ichi Itō     | HRC Rothmans Honda      | Honda         | 29   | +49.982   | 9       | 8     |
| 9º   | 11 | Niall Mackenzie   | Valvoline Team WCM      | ROC Yamaha    | 29   | +50.727   | 15      | 7     |
| 10º  | 5  | Doug Chandler     | Cagiva Team Agostini    | Cagiva        | 29   | +1:04.439 | 10      | 6     |
| 11º  | 28 | John Reynolds     | Padgett's Motorcycles   | Harris Yamaha | 29   | +1:15.487 | 13      | 5     |
| 12º  | 30 | Juan López Mella  | Lopez Mella Racing      | ROC Yamaha    | 29   | +1:22.459 | 11      | 4     |
| 13º  | 18 | Bernard Garcia    | Yamaha Motor France     | Yamaha        | 29   | +1:22.708 | 17      | 3     |
| 14º  | 19 | Freddie Spencer   | Yamaha Motor France     | ROC Yamaha    | 29   | +1:28.647 | 14      | 2     |
| 15º  | 16 | Michael Rudroff   | Rallye Sport            | Harris Yamaha | 29   | +1:39.303 | 12      | 1     |
| 16º  | 32 | José Kuhn         | Euromoto                | Yamaha        | 28   | +1 giro   | 21      |       |
| 17º  | 36 | Lucio Pedercini   | Team Pedercini          | ROC Yamaha    | 28   | +1 giro   | 16      |       |
| 18º  | 42 | Andrew Stroud     | Team Harris             | Harris Yamaha | 28   | +1 giro   | 22      |       |
| 19º  | 20 | Jeremy McWilliams | Millar Racing           | Yamaha        | 28   | +1 giro   | 18      |       |
| 20º  | 27 | Renzo Colleoni    | Team Elit               | ROC Yamaha    | 28   | +1 giro   | 19      |       |
| 21º  | 21 | Laurent Naveau    | Euro Team               | ROC Yamaha    | 28   | +1 giro   | 23      |       |
| 22º  | 43 | David Jefferies   | Peter Graves Racing     | Harris Yamaha | 28   | +1 giro   | 28      |       |
| 23º  | 15 | Tsutomu Udagawa   | Team Udagawa            | ROC Yamaha    | 28   | +1 giro   | 26      |       |
| 24º  | 33 | Andreas Meklau    | Austrian Racing Company | ROC Yamaha    | 28   | +1 giro   | 32      |       |
| 25º  | 31 | Bruno Bonhuil     | MTD Objectif 500        | ROC Yamaha    | 27   | +2 giri   | 33      |       |
| 26º  | 73 | Romolo Balbi      | Gibi Team               | ROC Yamaha    | 27   | +2 giri   | 34      |       |

### Ritirati
| Nº | Pilota           | Squadra               | Motocicletta  | Giri | Griglia |
| -- | ---------------- | --------------------- | ------------- | ---- | ------- |
| 12 | Mat Mladin       | Cagiva Team Agostini  | Cagiva        | 17   | 27      |
| 29 | Sean Emmett      | Shell Team Harris     | Harris Yamaha | 13   | 24      |
| 23 | Serge David      | Team ROC              | ROC Yamaha    | 12   | 30      |
| 72 | Aldeo Presciutti | Se.Te.Ces.Co          | ROC Yamaha    | 11   | 29      |
| 24 | Cees Doorakkers  | Doorakkers Racing     | Harris Yamaha | 10   | 35      |
| 1  | Wayne Rainey     | Marlboro Team Roberts | Yamaha        | 9    | 2       |
| 14 | Marco Papa       | Librenti Corse        | Librenti      | 8    | 31      |
| 22 | Kevin Mitchell   | MBM Racing            | Harris Yamaha | 2    | 25      |
| 25 | Thierry Crine    | Ville de Paris        | ROC Yamaha    | 1    | 20      |

## Classe 250

### Arrivati al traguardo
| Pos. | Nº | Pilota                    | Motocicletta | Giri | Tempo     | Griglia | Punti |
| ---- | -- | ------------------------- | ------------ | ---- | --------- | ------- | ----- |
| 1º   | 17 | Jean-Philippe Ruggia      | Aprilia      | 27   | 43:39.138 | 2       | 25    |
| 2º   | 65 | Loris Capirossi           | Honda        | 27   | +10.425   | 4       | 20    |
| 3º   | 13 | Loris Reggiani            | Aprilia      | 27   | +24.452   | 12      | 16    |
| 4º   | 4  | Helmut Bradl              | Honda        | 27   | +25.596   | 8       | 13    |
| 5º   | 6  | Alberto Puig              | Honda        | 27   | +25.638   | 11      | 11    |
| 6º   | 14 | Nobuatsu Aoki             | Honda        | 27   | +25.739   | 13      | 10    |
| 7º   | 18 | Tadayuki Okada            | Honda        | 27   | +25.982   | 6       | 9     |
| 8º   | 3  | Pierfrancesco Chili       | Yamaha       | 27   | +27.520   | 5       | 8     |
| 9º   | 11 | Wilco Zeelenberg          | Aprilia      | 27   | +33.500   | 17      | 7     |
| 10º  | 7  | Jochen Schmid             | Yamaha       | 27   | +38.913   | 10      | 6     |
| 11º  | 37 | Simon Crafar              | Suzuki       | 27   | +43.550   | 14      | 5     |
| 12º  | 21 | Paolo Casoli              | Gilera       | 27   | +1:03.766 | 16      | 4     |
| 13º  | 16 | Andreas Preining          | Aprilia      | 27   | +1:08.507 | 19      | 3     |
| 14º  | 24 | Patrick van den Goorbergh | Aprilia      | 27   | +1:08.849 | 26      | 2     |
| 15º  | 28 | Adrian Bosshard           | Honda        | 27   | +1:09.464 | 15      | 1     |
| 16º  | 23 | Bernard Haenggeli         | Aprilia      | 27   | +1:19.877 | 20      |       |
| 17º  | 36 | Pere Riba                 | Honda        | 27   | +1:20.046 | 23      |       |
| 18º  | 72 | Giuseppe Fiorillo         | Aprilia      | 27   | +1:24.341 | 21      |       |
| 19º  | 44 | Jean-Michel Bayle         | Aprilia      | 27   | +1:29.972 | 35      |       |
| 20º  | 38 | Carlos Checa              | Honda        | 27   | +1:31.648 | 30      |       |
| 21º  | 26 | Bernd Kassner             | Aprilia      | 27   | +1:31.901 | 27      |       |
| 22º  | 32 | Volker Bähr               | Honda        | 26   | +1 giro   | 32      |       |
| 23º  | 73 | Davide Bulega             | Aprilia      | 26   | +1 giro   | 29      |       |

### Ritirati
| Nº | Pilota                   | Motocicletta | Giri | Griglia |
| -- | ------------------------ | ------------ | ---- | ------- |
| 27 | Frédéric Protat          | Aprilia      | 21   | 18      |
| 31 | Tetsuya Harada           | Yamaha       | 18   | 3       |
| 5  | Max Biaggi               | Honda        | 18   | 1       |
| 22 | Luis Maurel              | Aprilia      | 13   | 31      |
| 43 | Massimo Pennacchioli     | Honda        | 10   | 33      |
| 51 | Jean Pierre Jeandat      | Aprilia      | 8    | 34      |
| 39 | Alessandro Gramigni      | Gilera       | 6    | 22      |
| 10 | Doriano Romboni          | Honda        | 3    | 7       |
| 34 | Luis d'Antín             | Honda        | 1    | 9       |
| 25 | Jurgen van den Goorbergh | Aprilia      | 1    | 28      |
| 20 | Eskil Suter              | Aprilia      | 0    | 25      |
| 30 | Juan Borja               | Honda        | 0    | 24      |

## Classe 125

### Arrivati al traguardo
| Pos. | Nº | Pilota             | Motocicletta | Giri | Tempo     | Griglia | Punti |
| ---- | -- | ------------------ | ------------ | ---- | --------- | ------- | ----- |
| 1º   | 5  | Dirk Raudies       | Honda        | 25   | 42:30.722 | 3       | 25    |
| 2º   | 8  | Kazuto Sakata      | Honda        | 25   | +15.874   | 1       | 20    |
| 3º   | 11 | Peter Öttl         | Aprilia      | 25   | +16.466   | 2       | 16    |
| 4º   | 36 | Takeshi Tsujimura  | Honda        | 25   | +16.779   | 8       | 13    |
| 5º   | 3  | Ralf Waldmann      | Aprilia      | 25   | +17.438   | 12      | 11    |
| 6º   | 17 | Akira Saitō        | Honda        | 25   | +17.854   | 6       | 10    |
| 7º   | 16 | Ezio Gianola       | Honda        | 25   | +23.290   | 5       | 9     |
| 8º   | 33 | Stefan Prein       | Honda        | 25   | +30.152   | 15      | 8     |
| 9º   | 14 | Oliver Koch        | Honda        | 25   | +31.865   | 9       | 7     |
| 10º  | 2  | Fausto Gresini     | Honda        | 25   | +35.080   | 14      | 6     |
| 11º  | 19 | Kin'ya Wada        | Honda        | 25   | +42.066   | 21      | 5     |
| 12º  | 6  | Jorge Martínez     | Honda        | 25   | +42.248   | 17      | 4     |
| 13º  | 24 | Haruchika Aoki     | Honda        | 25   | +42.264   | 11      | 3     |
| 14º  | 15 | Oliver Petrucciani | Aprilia      | 25   | +45.893   | 7       | 2     |
| 15º  | 25 | Neil Hodgson       | Honda        | 25   | +46.134   | 24      | 1     |
| 16º  | 31 | Garry McCoy        | Aprilia      | 25   | +46.328   | 18      |       |
| 17º  | 12 | Herri Torrontegui  | Aprilia      | 25   | +46.615   | 25      |       |
| 18º  | 4  | Bruno Casanova     | Aprilia      | 25   | +46.636   | 10      |       |
| 19º  | 65 | Gabriele Debbia    | Honda        | 25   | +46.959   | 20      |       |
| 20º  | 37 | Manfred Geissler   | Aprilia      | 25   | +47.026   | 29      |       |
| 21º  | 29 | Arie Molenaar      | Honda        | 25   | +59.206   | 33      |       |
| 22º  | 42 | Shin'ya Satō       | Honda        | 25   | +1:03.370 | 26      |       |
| 23º  | 10 | Hans Spaan         | Honda        | 25   | +1:18.986 | 28      |       |
| 24º  | 21 | Stefan Kurfiss     | Aprilia      | 25   | +1:24.112 | 30      |       |
| 25º  | 72 | Stefano Perugini   | Aprilia      | 25   | +1:26.262 | 22      |       |
| 26º  | 41 | Luis Álvaro        | Honda        | 25   | +1:27.791 | 31      |       |

### Ritirati
| Nº | Pilota             | Motocicletta | Giri | Griglia |
| -- | ------------------ | ------------ | ---- | ------- |
| 7  | Noboru Ueda        | Honda        | 20   | 16      |
| 27 | Julián Miralles    | Honda        | 16   | 34      |
| 28 | Luigi Ancona       | Honda        | 13   | 23      |
| 73 | Gianluigi Scalvini | Aprilia      | 10   | 4       |
| 22 | Lucio Cecchinello  | Gazzaniga    | 10   | 27      |
| 43 | Manuel Hernández   | Sandroni     | 9    | 32      |
| 67 | Daniela Tognoli    | Honda        | 6    | 36      |
| 20 | Manfred Baumann    | Honda        | 3    | 19      |
| 30 | Giovanni Palmieri  | Aprilia      | 1    | 35      |
| 9  | Carlos Giró        | Aprilia      | 0    | 13      |